# 红冠戴菊
红冠戴菊 （学名：Corthylio calendula）为雀形目戴菊科下的一个迁徙鸟种，是红冠戴菊属（学名：Corthylio）的唯一物种，分布于北美洲
。